# Лисјен Емар
Лисјен Емар (фр. Lucien Aimar; Јер, 28. април 1941) бивши је француски професионални бициклиста. Професионалац је био од 1965. до 1973. Највећи успех остварио је 1966. године, када је освојио Тур де Франс. 

## Аматерска каријера
Емар је почео аматерску каријеру 1960. године. 1962 победио је на трци Париз—Бриар, а 1963. је завршио други на Тур де Авенир трци, 42 секунде иза Феличеа Ђимондија, али је Ђимонди добио минут казне и победа је припала Емару. 1964. учествовао је на Олимпијским играма у Токију, где је завршио на 80 месту.

## Професионална каријера

### 1965—1966
Емар је почео професионалну каријеру 1965. у тиму Форд Гитане, где је лидер био Жак Анкетил. Емар је у неколико трка оставио добар утисак на менаџера Рафаела Жемињанија, који га је одабрао да вози Тур де Франс, ипак, Емар није успио да га заврши, напустио га је у Пиријенима, током девете етапе.
На почетку 1966. Емар је освојио трку Ђенова—Ница, а затим је завршио други на Флеш Валону. На Тур де Франсу, Емар је имао подршку петоструког победника, Жака Анкетила, који је возио свој задњи Тур. Емар је нападао на брзим успонима и освојио је Тур са 1'17" испред Јана Јансена. На крају сезоне, завршио је девети на светском првенству. Емар је био критикован јер је помогао Немцу Рудију Атигу да достигне Анкетила.

### 1967—1973
1967. Емаров и Анкетилов тим постао је Bic, по спонзорству компаније цигарета. Емар је освојио етапу на трци Мон Фарон и трку четири дана Данкека. На Ђиро д’Италији је завршио седми, а затим је возио Тур за Француски национални тим. Емар је победио на осмој етапи, а затим је возио за Пинжеона, који је и освојио, Емар је завршио шести.
1968. су на Туру учествовали национални тимови задњи пут. Емар је одлучио да вози за Француски Б тим, уместо да буде подршка у А тиму, завршио је Тур на седмом месту, а затим је освојио национално првенство испред Роже Пинжеон|Рожеа Пинжеона]]. 1969. није остварио ниједну победу. Добио је једномесечну суспензију због допинга, због чега није могао да вози на Вуелта а Еспањи. На Туру је био у лошој форми и завршио је на 30 месту.
Након лоше сезоне, Емар је напустио тим Биц, који је имао новог лидера, Луиса Окању, а у новом тиму играо је улогу помоћника за Лусјена Ван Импеа. Победио је на осам трка пре Тура, где је завршио на 17 месту. Сезону је завршио другим местом на трци Бордо—Париз.
Емар је остао у тиму иако је потврђено да је лидер Ван Импе. 1971. освојио је три трке, а на Туру је завршио девети, док је Ван Импе освојио треће место. На крају сезоне, прелази у нови Немачки тим, Рокадо, са којим биљежи само једну победу, а Тур де Франс је завршио на 17 месту. Освојио је десето место на Вуелта Каталонија трци.
У својој задњој сезони, Емар се вратио у тум Рафаела Жемињанија. Освојио је неколико трка у Француској, Тур де Франс је завршио на 17 месту. Задњу победу остварио је на трци у Бретањи, након чега је завршио каријеру и постао је технички саветник за бициклизам у провинцији Азур, а касније организатор тура Медитерана.